# Орловський Віктор Феліксович
Орловський Віктор Феліксович — доктор медичних наук, професор, завідувач кафедри в Медичному інституті Сумського державного університету, лікар-гастроентеролог вищої категорії.

## Біографія
- Народився 26 березня 1950 р. в селі Новопетрівка Нижньосірогозського району Херсонської області де й закінчив з відзнакою школу.
- Закінчив Чернівецький державний медичний інститут з відзнакою. У 1979 році захистив кандидатську дисертацію на тему «Особливості волюморегуляції при гіпертонічній хворобі». З 1980 по 1995 роки працював на кафедрі гастроентерології Запорізького інституту удосконалення лікарів. У 1995 році захистив докторську дисертацію.
- З 1995 року по теперішній час працює в Медичному інституті Сумського державного університету завідувачем кафедри сімейної медицини.
- Вчене звання: професор.
- Проживає в м. Суми.

- Сімейний стан — одружений, має двох дорослих дітей.[1]

## Фахівець
Орловський Віктор Феліксович має вищу категорію по терапії, учасник багатьох міжнародних конференцій, є фактичним засновником терапевтичної наукової школи в Сумському державному університеті, автор ряду посібників для лікарів та студентів з внутрішньої медицини — понад 150 наукових робіт. Під його керівництвом захищено одну докторську та сім кандидатських дисертацій.
Сфера професійної діяльності: внутрішня медицина, гастроентерологія. Клінічна база: обласна клінічна лікарня, Залізнична поліклініка санції Суми.

### Окремі роботи та дослідження
- «Особливості перебігу, діагностики та медикаментозної терапії передвиразковиго стану і виразкової хвороби дванадцятипалої кишки у жінок»: автореферат дис. доктора медичних наук: м. Запоріжжя, 1995; 42 c.
- «Особливості волюморегуляції при експериментальній гіпертензії»: Авторефират дис. на здобуття вченого ступеню кандидата мед. наук: м. Київ, 1979; 20 с.
- «Спосіб діагностики атрофічного антрального гастриту» (спільно з Медведєвим В. Н.). Авторське свідоцтво на винахід, що відноситься до медицини, а саме до гастроентерології та патанатомії.
- «Спосіб корекції дисліпідемій у хворих на гіпотиреоз в поєднанні з неалкогольний жирової хворобою печінки» (спільно з Жалдак Д. А. та Мелеховець О. К.). Авторське свідоцтво на винахід, що відноситься до медицини, зокрема терапії, гастроентерології, ендокринології та сімейної медицини і може бути використано для лікування гіпотиреозу.
- інші.   [Архівовано 12 червня 2018 у Wayback Machine.]  [Архівовано 17 січня 2018 у Wayback Machine.]  [Архівовано 12 червня 2018 у Wayback Machine.]